# Деметрий (епископ Неаполя)
Деметрий (лат. Demetrius, итал. Demetrio; умер не ранее 591) — епископ Неаполя (580-е — 591).

## Биография
Основной исторический источник о Деметрии — написанная на рубеже VIII—IX веков анонимным автором первая часть «Деяний неаполитанских епископов».
О происхождении и ранних годах жизни Деметрия сведений не сохранилось. Предполагается, что некоторое время после смерти скончавшегося 29 марта 582 года святого Редукса епископская кафедра Неаполя была вакантна, и интронизация Деметрия состоялась не в том же году, а только в 584 году или даже в 588 году.
В «Деяниях неаполитанских епископов» сообщается, что Деметрий управлял епархией три года, а в «Перечне неаполитанских епископов» — четыре года. Однако, возможно, сведения обоих этих источников не точны. Достоверно известно только то, что в сентябре 591 года по неизвестным причинам Деметрий был лишён епископского сана папой римским Григорием I Великим. Папа намеревался сделать новым главой Неаполитанской епархии Павла, уже бывшего тогда епископом Непи. Однако такое самовластие Григория I вызвало среди неаполитанцев мятеж, из-за которого Павел в 592 году был вынужден покинуть город. После этого епископская кафедра оставалась вакантной ещё в течение одного года и трёх месяцев. Возможно, направление в том же году Григорием I в Неаполь трибуна Констанция было вызвано не только желанием папы римского оказать помощь его жителям в войне с герцогом Беневенто Арехисом I, но и стремлением восстановить своё влияние среди неаполитанцев. Новый глава Неаполитанской епархии Фортунат II был избран только в июле 593 года. Предполагается, что он также был креатурой Григория I Великого.